# Стрекінешть
Стрекінешть, Стрекінешті (рум. Străchinești) — село у повіті Вилча в Румунії. Входить до складу комуни Гредіштя.
Село розташоване на відстані 186 км на захід від Бухареста, 47 км на південний захід від Римніку-Вилчі, 64 км на північ від Крайови.

## Населення
За даними перепису населення 2002 року у селі проживала 41 особа, усі — румуни. Усі жителі села рідною мовою назвали румунську.